# مولیبدن

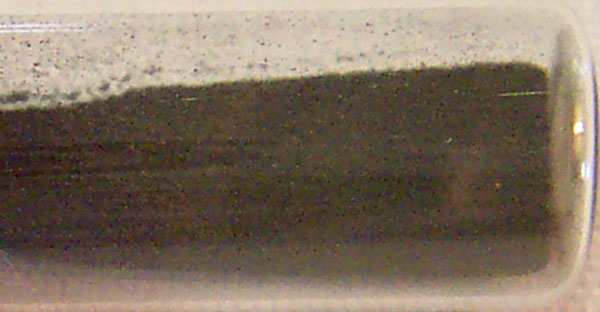
مولیبدن

مولیبدن(به انگلیسی: Molybdenum) یک عنصر شیمیایی با نماد Mo و عدد اتمی ۴۲ است. این نام از لاتین نوین molybdaenum گرفته شده‌است که بر اساس واژه یونان باستان Μόλυβδος (مولیبدوس)، به معنی سرب است، زیرا سنگ معدن آن با سنگ معدن سرب اشتباه گرفته شده بود. سنگ‌های معدنی مولیبدن در طول تاریخ شناخته شده بود، اما این عنصر در سال ۱۷۷۸ توسط کارل ویلهلم شیله کشف شد (یعنی تمایز آن به عنوان یک هویت جدید). این فلز اولین بار در سال ۱۷۸۱ توسط پیتر جیکوب هلم جداسازی شد.
مولیبدن به‌طور طبیعی به عنوان یک فلز خالص روی زمین وجود ندارد و فقط به شکل اکسیدهای مختلف در مواد معدنی یافت می‌شود. عنصر خالص آن، که یک فلز نقره‌ای و در حالت ریخته شده خاکستری رنگ است، ششمین ماده بر اساس دمای ذوب است. این عنصر به راحتی در آلیاژها کاربیدهای سخت و پایدار تشکیل می‌دهد و به همین دلیل بیشتر تولید جهانی این عنصر (حدود ۸۰٪) در آلیاژهای فولاد از جمله آلیاژهای با مقاومت بالا و ابرآلیاژها مصرف می‌شود.
بیشتر ترکیبات مولیبدن حلالیت کمی در آب دارند، اما وقتی مواد معدنی حامل مولیبدن با اکسیژن و آب در تماس قرار بگیرند، یون مولیبدات MoO2−
4 حاصل کاملاً محلول است. در صنعت، از ترکیبات مولیبدن (حدود ۱۴٪ از تولید جهانی این عنصر) در کاربردهای فشار بالا و دمای بالا به عنوان رنگدانه و کاتالیست استفاده می‌شود.
آنزیم‌های حامل مولیبدن تا حد زیادی متداول‌ترین کاتالیزورهای باکتریایی برای شکستن پیوند شیمیایی در نیتروژن مولکولی جو در فرایند تثبیت بیولوژیکی نیتروژن هستند. اکنون حداقل ۵۰ آنزیم مولیبدن در باکتری‌ها، گیاهان و جانوران شناخته شده‌است، اگرچه فقط آنزیم‌های باکتریایی و سیانوباکتریایی در تثبیت نیتروژن نقش دارند. این نیتروژنازها حاوی یک فاکتور آهن-مولیبدن FeMoco هستند که اعتقاد بر این است که حاوی Mo (III) یا Mo (IV) است.

## ویژگی‌ها

### خواص فیزیکی
مولیبدن در شکل خالص خود یک فلز خاکستری نقره ای با سختی موس ۵٫۵ و وزن اتمی استاندارد ۹۵٫۹۵ گرم بر مول است. دمای ذوب آن ۲۶۲۳ درجه سلسیوس است. در عناصر طبیعی، فقط تانتال، اسمیم، رنیوم، تنگستن و کربن دارای نقاط ذوب بالاتری هستند. مولیبدن در بین فلزات تجاری موجود در بازار یکی از کمترین ضرایب انبساط حرارتی را دارد.

### خواص شیمیایی
مولیبدن یک فلز واسطه با الکترونگاتیویته ۱۶٫۲ در مقیاس پائولینگ است. در دمای اتاق با اکسیژن یا آب واکنش قابل تشخیصی نشان نمی‌دهد. اکسایش ضعیف مولیبدن از ۳۰۰ درجه سلسیوس شروع می‌شود. اکسایش توده در دمای بالاتر از ۶۰۰ درجه سلسیوس رخ می‌دهد و در نتیجه تری‌اکسید مولیبدن ایجاد می‌شود. مانند بسیاری از فلزات انتقالی سنگین تر، مولیبدن تمایل کمی به تشکیل کاتیون در محلول آبی نشان می‌دهد، اگرچه کاتیون Mo3+
 در شرایط کنترل شده دقیق، شناخته شده‌است.

### فراوانی طبیعی
سنگ اصلی مولیبدن molybdenite (دی سولفید مولیبدن) است. مناطق اصلی استخراج معادن در ایالات متحده آمریکا، چین، شیلی و پرو است. مقداری مولیبدن به عنوان محصول جانبی تولید تنگستن و مس به دست می‌آید. تولید جهانی حدود ۲۰۰ هزار تن در سال است.

## کاربردها

### آلیاژها

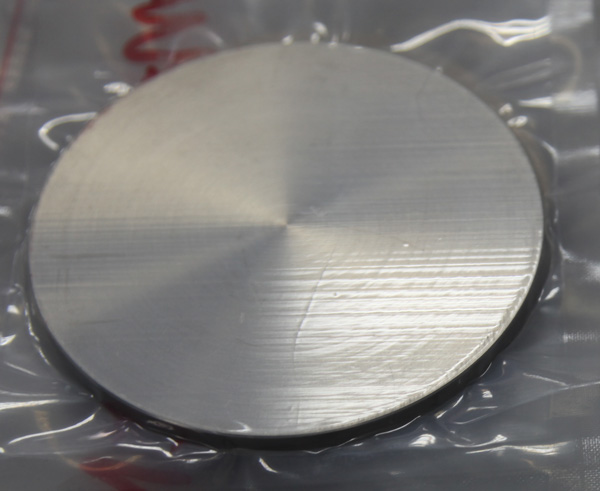
یک پلیت که از آلیاژ مولیبدن مس ساخته شده‌است.

مولیبدن از نقطه ذوب بسیار بالایی برخوردار است بنابراین به صورت پودر خاکستری تولید و فروخته می‌شود. بسیاری از اقلام مولیبدن از طریق فشرده‌سازی پودر در فشار بسیار بالا تشکیل می‌شوند. بیشتر مولیبدن برای ساخت آلیاژ استفاده می‌شود. در آلیاژهای فولادی برای افزایش مقاومت، سختی، رسانایی الکتریکی و مقاومت در برابر خوردگی و سایش استفاده می‌شود. این آلیاژهای فولاد-مولی در قطعات موتور استفاده می‌شوند. از آلیاژهای دیگر در مته‌ها و تیغ اره استفاده می‌شود. حدود ۸۶٪ از مولیبدن تولید شده در متالورژی و بقیه در مصارف شیمیایی استفاده می‌شود. برآورد استفاده جهانی از آن به این صورت است: فولاد ساختمانی ۳۵٪، فولاد زنگ نزن ۲۵٪، مواد شیمیایی ۱۴٪، فولاد ابزار و تندبر ۹٪، چدن ۶٪، فلز مولیبدن خالص ۶٪ و ابرآلیاژها ۵٪.
مولیبدن بدون اینکه به میزان زیادی نرم یا منبسط شود می‌تواند دماهای خیلی بالا را تحمل کند، و این امر استفاده از آن را در محیط‌های با گرمای شدید مناسب کرده‌است، از جمله زره پوش نظامی، قطعات هواپیما ، کنتاکت‌های الکتریکی، موتورهای صنعتی و ساپورت رشته‌های لامپ.
اکثر آلیاژهای فولاد با مقاومت بالا (به عنوان مثال، فولادهای 41xx) حاوی ۰٫۲۵٪ تا ۸٪ مولیبدن هستند. حتی با وجود این درصدهای کم، سالانه بیش از ۴۳۰۰۰ تن مولیبدن در ساخت فولادهای زنگ نزن، فولادهای ابزار، چدن‌ها و ابرآلیاژهای دمابالا مصرف می‌شود.
مولیبدن همچنین در آلیاژهای فولاد به دلیل کمک به افزایش مقاومت در برابر خوردگی و قابلیت جوشکاری از ارزش بالایی برخوردار است.
عامل افزایش مقاومت به خوردگی فولادهای زنگ نزن سری ۳۰۰ (به خصوص گرید ۳۱۶) و همچنین فولادهای سوپرآستنیتی وجود عنصر مولیبدن است.
گاهی به علت چگالی کمتر و قیمت پایدارتر، از مولیبدن به جای تنگستن استفاده می‌شود. به عنوان مثال، سری 'M' از فولادهای تندبر مانند M2، M4 و M42 جایگزینی برای فولاد حاوی تنگستن سری 'T' است. از مولیبدن همچنین می‌توان به عنوان یک پوشش مقاوم در برابر شعله برای سایر فلزات استفاده کرد. اگرچه نقطه ذوب آن ۲۶۲۳ درجه سلسیوس است، اما مولیبدن در دمای بالاتر از ۷۶۰ درجه سلسیوس به سرعت اکسید می‌شود و برای استفاده در محیط‌های خلا مناسب تر است.
سایر آلیاژهای مبتنی بر مولیبدن که فاقد آهن هستند کاربردهای محدودی دارند. به عنوان مثال، به دلیل مقاومت در برابر فلز روی مذاب، هم از آلیاژهای مولیبدن خالص و هم از مولیبدن-تنگستن (۷۰٪ / ۳۰٪) برای لوله‌کشی، همزن‌ها و پروانه‌های پمپ که با روی مذاب تماس پیدا می‌کنند، استفاده می‌شود.

### کاربردها به شکل عنصر خالص
- از پودر مولیبدن بعنوان کود برخی گیاهان مانند گل کلم استفاده می‌شود.[۲۵]
- از مولیبدن خالص در تحلیل کننده‌های NO , NO2، NOx در نیروگاه‌ها برای کنترل آلودگی استفاده می‌شود. در دمای ۳۵۰ درجه سلسیوس، این عنصر به عنوان یک کاتالیزور برای NO2/NOx عمل می‌کند و مولکول‌های NO را برای تشخیص توسط نور مادون قرمز تشکیل می‌دهد.[۲۶]
- آندهای مولیبدن برای استفاده‌های تخصصی مانند ماموگرافی در برخی منابع اشعه X ولتاژ پایین جایگزین تنگستن می‌شوند.
- ایزوتوپ رادیواکتیو مولیبدن-۹۹ برای تولید تکنسیوم-99m، در تصویربرداری پزشکی استفاده می‌شود.[۲۷] این ایزوتوپ به عنوان مولیبدات اداره و نگهداری می‌شود.[۲۸]

#### ترکیبات (شامل ۱۴٪ از مصرف جهانی)
- مولیبدن دی سولفید (MoS2) به عنوان یک روانکار جامد و یک ماده ضد سایش فشار-بالا دما-بالا (HPHT) مصرف می‌شود. این ماده لایه‌های محکمی را روی سطوح فلزی تشکیل می‌دهد و یک ماده افزودنی رایج به روغن‌های فشار-بالا دما-بالا است (در صورت خرابی ناگهانی گریس، یک لایه نازک مولیبدنی از تماس قطعات روانکاری شده جلوگیری می‌کند).[۲۹] این ماده همچنین دارای خصوصیات نیمه رسانایی است و در کاربردهای الکترونیکی مزایایی نسبت به سیلیسیم متداول یا گرافین دارد.[۳۰] از MoS2 همچنین به عنوان کاتالیزور در هیدروکراکینگ فراورده‌های نفتی حاوی نیتروژن، گوگرد و اکسیژن استفاده می‌شود.[۳۱]
- مولیبدن دی‌سیلیسید (MoSi2) یک سرامیک رسانای الکتریکی است که کاربرد اصلی آن در ساخت المنت‌های حرارتی برای گرمایش است و در دماهای بیشتر از ۱۵۰۰ درجه سلسیوس در هوا کار می‌کند.[۳۲]
- مولیبدن تری‌اکسید (MoO3) به عنوان چسب بین فلزات و لعاب استفاده می‌شود.[۳۳]
- مولیبدات سرب (ولفنیت) که همراه با کرومات سرب و سولفات سرب رسوب می‌کند، یک رنگدانه نارنجی روشن است که در رنگ دهی به سرامیک‌ها و پلاستیکها استفاده می‌شود.[۳۴]
- اکسیدهای مخلوط مبتنی بر مولیبدن کاتالیزورهای همه‌کاره در صنایع شیمیایی هستند. برخی از نمونه‌ها کاتالیزورهای اکسایش انتخابی پروپیلن به اکرولین و اسید اکریلیک، و آموکسیداسیون پروپیلن به اکریلونیتریل هستند.[۳۵][۳۶] ساخت کاتالیزورها و فرایند مناسب برای اکسایش انتخابی مستقیم پروپان به اسید اکریلیک در حال تحقیق است.[۳۷][۳۸][۳۹][۴۰]
- آمونیوم هپتا مولیبدات در رنگ آمیزی بیولوژیکی استفاده می‌شود.
- از شیشه آهک سودا با روکش مولیبدن در سلول‌های خورشیدی CIGS (مس ایندیم گالیوم سلنید) به نام سلول‌های خورشیدی CIGS استفاده می‌شود.
- اسید فسفو مولیبدیک لکه ای است که در کروماتوگرافی لایه نازک استفاده می‌شود.

## مولیبدن برای انسان
مولیبدن در سبزیجات برگی، حبوبات، گوشت و بسیاری از غلات یافت می‌شود. گوشت خوک، گوشت بره و جگر گاو هرکدام تقریباً ۱/۵ ppm مولیبدن دارند. سایر منابع غذایی مهم شامل لوبیای سبز، تخم‌مرغ، تخمه آفتابگردان، آرد گندم، عدس، خیار و دانه غلات است. بدن انسان حاوی حدود ۰/۰۷ میلی‌گرم مولیبدن در هر کیلوگرم است. مولیبدن در سراسر دستگاه گوارش جذب می‌شود. بیشتر مولیبدن از طریق ادرار به عنوان مولیبدات در مقادیری که مستقیماً با میزان مصرف مرتبط است، دفع می‌شود؛ همچنین با صفرا از بین می‌رود. کمبود مولیبدن در انسان بسیار نادر است؛ این می‌تواند با مصرف طولانی مدت رژیم‌های غذایی حاوی غلظت بالای سولفات، مس یا تنگستن ایجاد شود. برای افرادی که در مناطقی با محتوای بسیار کم مولیبدن در خاک زندگی می‌کنند، افزایش میزان سرطان مری توصیف شده‌است. سمیت مولیبدن نادر است. انسان‌هایی که از طریق صنعت یا مناطقی با سطح مولیبدن طبیعی بالا مانند ارمنستان در معرض خطر هستند، سطح اسیداوریک پلاسما را افزایش داده و شیوع نقرس را افزایش می‌دهند.

## نقش مولیبدن در گیاهان و کشاورزی
مولیبدن در دسته‌بندی عناصر گیاهی از نظر مصرف، در دسته عناصر کم مصرف یا ریزمغذی‌ها قرار می‌گیرد. هرچند مانند منگنز در مقابل سایر عناصر به نسبت کمتری برای رشد و نمو گیاه مورد نیاز است اما این عنصر نقشی حیاتی در تنظیم اعمال حیاتی گیاه ایفا می‌کند.
مولیبدن در فهرست ریزمغذی‌ها آخرین عنصر است و کمترین عنصریست که در گیاه مورد استفاده قرار می‌گیرد. محدوده غلظت مولیبدن موجود در بافت گیاهان به صورت طبیعی بین ۱٫۵ تا ۰٫۳ ppm است، چیزی حدود ۲ تا ۱ میلی‌گرم در کیلوگرم اکثر گیاهان مورد بررسی. کمبود یا سمیت ناشی مولیبدن مسئله رایجی نیست اما در بین گیاهان شناخته شده کمبود این عنصر در بنت قنسول بسیار مشاهده می‌شود که مثل سایر عناصر قبل از اینکه اثرات سو مشاهده شود باید برطرف شود.

### مولیبدن خاک
دامنه طبیعی غلظت مولیبدن در خاک‌های کشاورزی ۰/۸ تا ۳/۳ میلی‌گرم در کیلوگرم است. خاک‌های حاصل از سنگ‌های گرانیتی، صدف‌ها، تخته‌سنگ‌ها یا شیست‌های رس‌مانند اغلب مولیبدن زیادی دارند. درحالی‌که خاک‌های اسیدی بسیار هوازده تمایل به کمبود دارند. Reddy و همکاران مولیبدن را به چهار بخش عمده در خاک تقسیم کردند: ۱)مولیبدن محلول ۲) مولیبدن مسدودشده با اکسیدها (به‌عنوان مثال آلومینیوم، آهن و منگنز) ۳) فازهای جامد مولیبدن ازجمله مولیبدنیت، پاولیت، فری‌مولیبدیت و وولفنیت ۴) مولیبدن مرتبط با ترکیبات آلی.

### جذب مولیبدن
مولیبدن به عنوان مولیبدات توسط گیاهان جذب می‌شود. سولفات و مولیبدات در طول جذب توسط ریشه‌ها شدیداً آنیون‌های رقیب هستند؛ مقادیر بالای سولفات احتمالاً با تضاد یونی و رقابت بر سر مکان جذب ریشه می‌تواند جذب آن را مهار کند؛ بنابراین اصلاحات خاکی حاوی سولفات مانند گچ و همچنین سینگل سوپرفسفات، جذب مولیبدن را کاهش می‌دهند. مولیبدن در درجه اول در آبکش و پارانشیم آوندی قرار دارد و در گیاه نسبتاً متحرک است. برخلاف اکثر عناصرغذایی گیاهان، با بالارفتن pH خاک، مولیبدن بیشتر در دسترس قرار می‌گیرد. مولیبدن با اسیدیته ۷/۰ و بالاتر بیشتر دردسترس گیاه است. اسیدیته ۶/۳۵ کافی در نظر گرفته می‌شود و در ۶/۰ یا پایین‌تر، کمبود می‌تواند رخ دهد. در خاک‌های اسیدی، هیدروکسیدهای آهن و آلومینیوم به شدت مولیبدن را نگه می‌دارند. ترکیبات کلسیم در خاک آهکی چنین نیست؛ بنابراین با افزایش pH دردسترس بودن مولیبدن به‌طور مداوم افزایش می‌یابد و در برخی موارد آهک‌زدن به‌تنهایی برای اصلاح کمبود مولیبدن کافی است.

### نقش‌ها و عملکردهای مولیبدن در گیاهان
عملکردهای مولیبدن به عنوان یک ماده مغذی گیاهی مربوط به تغییرات ظرفیتی است که به عنوان یک جزء فلزی از آنزیم‌ها متحمل می‌شود. در این آنزیم‌ها مولیبدن بین سه حالت اکسیداسیون (۴+، ۵+، ۶+) شاتل می‌کند، درنتیجه واکنش‌های انتقال دو الکترون را کاتالیز می‌کند. در گیاهان عالی، فقط تعداد کمی از آنزیم‌های حاوی مولیبدن به عنوان یک کوفاکتور شناخته شده‌است؛ ازجمله:
- نیتروژناز مجموعه آنزیم کلیدی است که برای همه میکروارگانیسم‌های تثبیت‌کننده نیتروژن منحصربه فرد است. نیتروژناز از دو پروتئین آهن تشکیل شده‌است که یکی از آنها پروتیین FeMo می‌باشد.[۵۰] آنزیم نیتروژناز که کاهش N2 به NH3 را کاتالیز می‌کند، یکی از معدود آنزیم‌هایی است که برای فعالیت کاتالیزوری کاملاً به Mo متکی است.[۵۱]
- نیترات ردوکتاز آنزیمی است که در هر واحد فرعی حاوی کوفاکتور مولیبدن است که از Mo تشکیل می‌شود.[۵۲] نیترات ردوکتاز آنزیمی است که اولین مرحله در کاهش نیترات نیتروژن (کاهش نیترات به نیتریت) به اشکال آلی درون گیاه را کاتالیز می‌کند و تصور می‌شود که منعکس‌کننده میزان فعالیت نیتروژن در برگ‌ها باشد.[۵۳] در طی کاهش نیترات، الکترون‌ها مستقیماً از مولیبدن به نیترات منتقل می‌شوند. فعالیت نیترات ردوکتاز در برگ‌های گیاهان دارای کمبود مولیبدن کم است؛ اما می‌تواند به راحتی در عرض چند ساعت توسط نفوذ به بخش‌های برگ با مولیبدن القا شود.[۵۴]
- گزانتین دهیدروژناز گزانتین دهیدروژناز یک متالوفلاوپروتئین همودیمری است که هر زیرواحد آن حاوی یک Moco است. گزانتین دهیدروژناز اکسیداسیون هیپوگزانتین به گزانتین و گزانتین به اسیداوریک را کاتالیز می‌کند. آنزیم در کاتابولیسم پورین‌ها و درنتیجه، در مسیر بیوسنتز اوریدها که محصولات اکسیداسیون پورین‌ها هستند، نقش دارد. در حبوباتی مانند سویا و لوبیای چشم بلبلی که اوریدها شایع‌ترین ترکیبات نیتروژنه تشکیل‌شده در گره‌های ریشه هستند، گزانتین دهیدروژناز نقش کلیدی در متابولیسم نیتروژن ایفا می‌کند. در سیتوزول گره‌ها پورین‌ها (مانند گزانتین) به اسیداوریک، پیش ماده آورید، اکسید می‌شوند. علاوه بر تخریب پورین، گزانتین دهیدروژناز همچنین ممکن است در فعل و انفعالات گیاه-پاتوژن، مرگ سلولی مرتبط با پاسخ بیش ازحد حساس و پیری طبیعی نقش داشته باشد.[۵۵]
- آلدهید اکسیداز آلدهید اکسیداز با توجه به توالی اسیدهای آمینه شباهت زیادی به گزانتین دهیدروژناز دارد و حاوی Moco است. آلدهید اکسیداز تبدیل آلدهید آبسیزیک به آبسیزیک اسید (ABA) که آخرین مرحله در بیوسنتز آبسیزیک اسید است، را کاتالیز می‌کند. آبسیزیک اسید یک فیتوهورمون است که در فرایندهای رشدونمو و پاسخ به استرس‌های زیستی و غیرزیستی نقش دارد. گیاهان دارای کمبود مولیبدن به دلیل تأثیر بر بیوسنتز ABA، به استرس دمای پایین و غرقاب حساستر هستند. آلدهید اکسیداز همچنین ممکن اسب با کاتالیزاسیون تبدیل ایندول-۳-استالدهید به IAA در بیوسنتز فیتوهورمون ایندول-۳-استیک اسید (IAA) نقش داشته باشد.[۵۶]
- سولفیت اکسیداز در مقایسه با سایر آنزیم‌های حاوی مولیبدن در گیاهان، سولفیت اکسیداز کوچکتر و ساده‌تر است و فقط Moco را به عنوان مرکز اکسایش مجدد خود در اختیار دارد. سولفیت اکسیداز با استفاده از O2، اکسیداسیون سولفیت به سولفات را در داخل پراکسی‌زوم‌ها کاتالیز می‌کند. سولفیت یک متابولیت سمی است که وقتی گیاهان در معرض گاز دی‌اکسیدگوگرد قرار می‌گیرند یا در طی تجزیه اسیدهای آمینه حاوی گوگرد، تولید می‌شود؛ بنابراین سولفیت اکسیداز نقش مهمی در حفاظت از گیاهان در برابر آسیب‌های ناشی از دی‌اکسیدگوگرد دارد.[۵۷]

### کمبود مولیبدن در گیاه

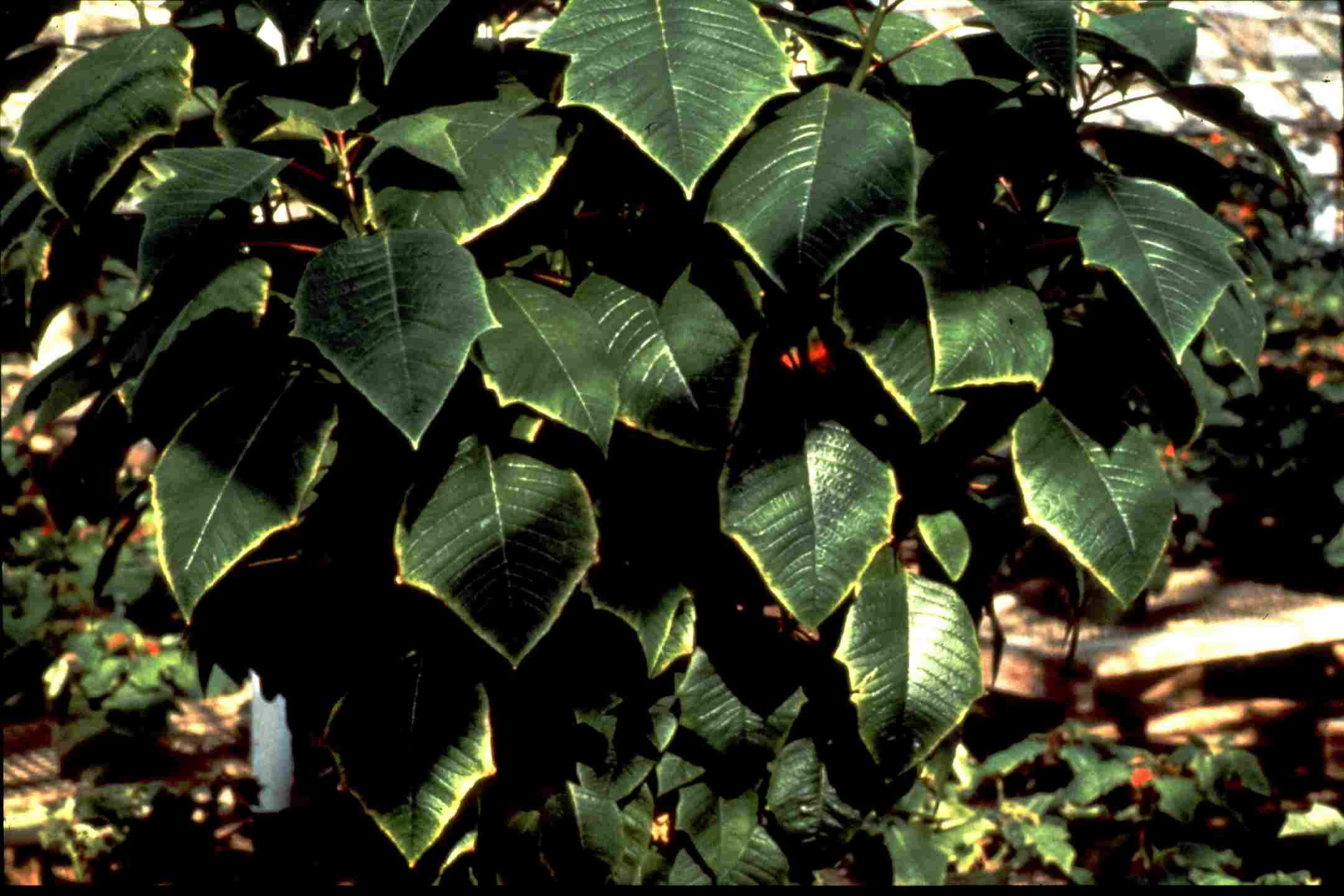
کمبود مولیبدن کلاسیک در poinsettia به عنوان یک کلروز نازک در حاشیه برگ نشان داده شده‌است.

از آنجایی که مولیبدن به میزان زیادی با نیتروژن همراه است علائم کمبود آن هم گاهی شبیه به علائم کمبود نیتروژن است.

مولیبدن تنها ریزمغذی متحرک درون گیاه است و علائم کمبود آن معمولاً از برگ‌های پیر و گاهی میانی گیاه شروع به نمایان شدن می‌کند که بعداً به سمت ساقه‌ها و برگ‌های جوانتر نیز پیش می‌رود. 

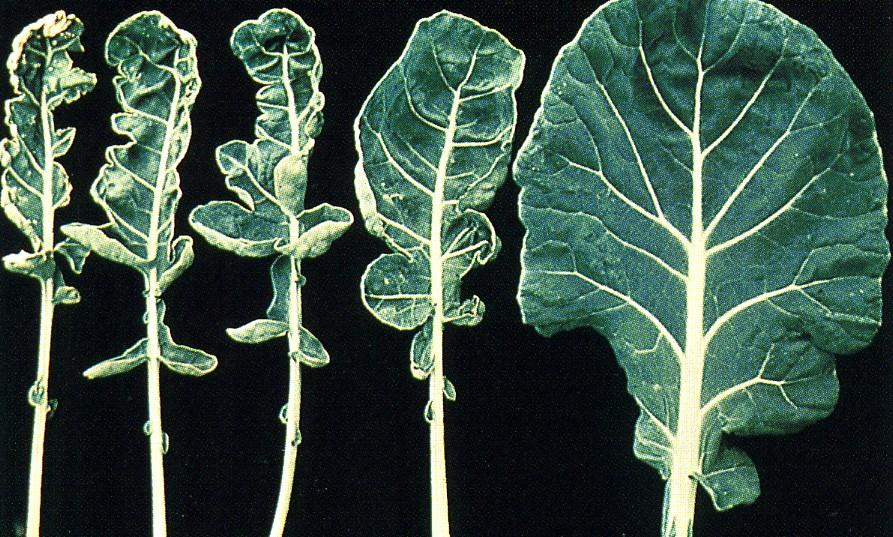
کمبود مولیبدن در گل کلم باعث ایجاد وضعیتی به نام whiptail می‌شود که در آن برگها ظاهری نازک و بند دار دارند.

بسته به گونه‌های گیاهی و منبع نیتروژن، میزان کمبود بحرانی مولیبدن بین ۰/۱ و ۱/۰ میکروگرم در گرم وزن خشک برگ متفاوت است. در بذرها غلظت مولیبدن بسیار متغیر است اما به‌طور کلی در حبوبات بسیار بیشتر از غیرحبوبات است. مولیبدن در میان عناصر ضروری منحصر به فرد است زیرا بذرهای طبیعی برخی گیاهان می‌توانند بیش از مقدار مورد نیاز گیاه نسل بعدی مولیبدن ذخیره کنند. در گیاهان دارای کمبود مولیبدن، علائم کمبود نیتروژن و توقف رشد و کلروز در برگ‌های جوان شایع است. کمبود مولیبدن اغلب از برگ‌های میانی و مسن شروع می‌شود زیرا مولیبدن به راحتی در داخل گیاه جابجا می‌شود؛ بنابراین با سایر ریزمغذی‌ها به میزان قابل توجهی در تضاد است. در گونه‌های دولپه‌ای، کاهش شدید اندازه و بی‌نظمی در تشکیل تیغه برگ موسوم به Whiptail، معمولی‌ترین علامت ظاهری ناشی از نکروز موضعی در بافت و تمایز ناکافی دسته‌های آوندی در مراحل اولیه رشد است. در صورت کمبود شدید کلروز حاشیه ای و نکروز در برگ‌های بالغ با غلظت نیترات بالا نیز رخ می‌دهد. ترکیبی از آهک‌زنی و تأمین مولیبدن اغلب منجر به جذب لوکس و غلظت بسیار بالای مولیبدن در قسمت‌های رویشی شاخه‌ها و بذرها می‌شود. کمبود مولیبدن در حبوبات می‌تواند هم در کاهش نیترات و هم در تثبیت نیتروژن اختلال ایجاد کند، به طوریکه محصولات آسیب‌دیده کمبود نیتروژن را نشان می‌دهند. از آنجا که مولیبدن بسیار phloem-mobile است، محلول پاشی یک روش مناسب و آسان برای اصلاح کمبود حاد مولیبدن می‌باشد.
از آنجایی که جهت تبدیل نیترات به آمونیوم به مولیبدن نیاز است استفاده از کودهای نیتراته علائم کمبود مولیبدن را زودتر از مصرف کودهای آمونیوم دار نمایان می‌کند. تحقیقات نشان داده‌است میزان سولفات زیاد در خاک جذب مولیبدن از خاک را مختل می‌کند. مولیبدن از معدود عناصری است که دسترسی گیاه به آن با کاهش pH محدود می‌شود.

### سمیت ناشی از مولیبدن در گیاهان
یک ویژگی منحصر به فرد از تغذیه مولیبدن، تغییر گسترده بین کمبود بحرانی و غلظت سمعیت است که ممکن است تا ۱۰۰۰۰ برابر (به‌عنوان مثال ۰/۱ تا ۱۰۰۰ میکروگرم مولیبدن در گرم وزن خشک) متفاوت باشد. گیاهان به‌طور کلی نسبت به سمیت مولیبدن کاملاً متحمل هستند. تحت سمیت مولیبدن، بدشکلی برگ‌ها و تغییر رنگ زردطلایی در بافت شاخساره رخ می‌دهد.

### مولیبدنوز
غلظت زیاد اما غیررسمی مولیبدن در گیاهان علوفه‌ای ممکن است برای جانوران به ویژه برای نشخوارکنندگان که نسبت به غلظت‌های بیش ازحد مولیبدن حساس هستند، خطرناک باشد. غلظت‌های مولیبدن بیش از ۵ تا ۱۰ میلی‌گرم در کیلوگرم وزن خشک علوفه می‌تواند باعث ایجاد سمیت شناخته شده به عنوان مولیبدنوز یا ترشک شود. مولیبدنوز به علت عدم تعادل Mo و Cu در غذای نشخوارکننده، یعنی کمبود مس ناشی از آن ایجاد می‌شود. علائم سمیت شامل کاهش رشد، کم خونی، بی‌اشتهایی، اسهال و ضعف همراه با تحلیل رفتن نخاع است. جانورانی که آرامش ندارند، لاغر می‌شوند و در نهایت می‌میرند. از اثر مهارکننده سولفات روی میزان جذب مولیبدات می‌توان برای کاهش غلظت مولیبدن در گیاهان به سطوح غیر سمی استفاده کرد؛ یا برای خود گیاهان یا برای نشخوارکنندگان.

### کودهای محتوی مولیبدن
در بیشتر خاک‌ها، آهک‌زنی برای افزایش pH خاک می‌تواند غلظت مولیبدات در دسترس را افزایش داده و کمبودها را برطرف کند. در بیشتر موارد آهک‌زدن به بهترین استراتژی حاصلخیزی مولیبدن تبدیل می‌شود. از آنجا که مولیبدن بسیار phloem-mobile است، محلول‌پاشی یک روش مناسب و آسان برای اصلاح کمبود حاد مولیبدن است. اثربخشی پایین خاک در مقایسه با مولیبدن محلول‌پاشی شده ممکن است نشان‌دهنده تثبیت مولیبدن در خاک باشد، با این حال، اغلب نتیجه اختلال در جذب توسط ریشه‌ها نیز است. اما در خاک‌هایی که آهک‌زنی عملی نیست و غلظت مولیبدن کم است، می‌توان از کودهای مولیبدن استفاده کرد. منابع کودی شاخص مولیبدن، مولیبدات سدیم، مولیبدات آمونیوم و مولیبدن تری‌اکسید هستند.
- مولیبدات سدیم شایع‌ترین نوع کود مولیبدن است. می‌تواند برروی خاک پخش شده یا با آن مخلوط شود، با محلول‌پاشی استفاده کرد یا در تیمار بذر قرار داد.[۷۱] فقط در مقدار بسیار کمی برای برآوردن نیازهای سالانه گیاه مورد نیاز است که در مراحل اولیه رشد اعمال می‌شود. به طورکلی یک اسپری در هر محصول کافی است، مگر در مواردی که کمبود آن مشخص شود.[۷۲]
- منابع محلول مولیبدن، مولیبدات آمونیوم و مولیبدات سدیم، برای محلول‌پاشی برگی مناسب هستند و معمولاً به میزان ۱۴۰ تا ۲۱۰ گرم در هکتار استفاده می‌شوند. تیمارهای بذری که شامل کود مولیبدن هستند، اغلب در مناطقی که کمبود مولیبدن دارند استفاده می‌شوند. میزان حدود ۳۵ گرم بر هکتار معمولاً مناسب است.[۷۳] تیمارهای بذری مولیبدن باید سه تا چهار سال مولیبدن گیاه را تأمین کنند.
- مولیبدن تری‌اکسید به دلیل حلالیت کم برای کاربرد خاکی مناسب است. نشان داده شده‌است که استفاده از مولیبدن تری‌اکسید به میزان ۱۵۰ گرم در هکتار دارای فعالیت باقی مانده تا ۵ سال است. در کاربرد خاکی، کود مولیبدن اغلب با مواد کودی دیگر مخلوط می‌شود تا به یکنواختی کمک کند یا ممکن است قبل از کاشت در آب حل شده و روی خاک پاشیده شود.[۷۴]

مولیبدن از طرق زیر مخصوصاً کودهای شیمیایی می‌تواند به خاک افزوده شود) غلظت مولیبدن در نیترات آمونیوم ۵۶، در کودهای فسفاتی ۴۵ و در کلرور پتاسیم ۲۶ میلی‌گرم در کیلوگرم گزارش شده‌است. همچنین مقادیر کمی از Mo از طریق نشت‌های اتمسفری وارد خاک می‌شود. حضور این عنصر در اتمسفر تا حدودی زیادی از سوختن نفت و زغال سنگ به وجود می‌آید. غلظت Mo در لجن فاضلاب به دلیل آلوده شدن به فاضلاب‌های صنعتی معمولاً بیشتر از خاک است. میانگین غلظت Mo در لجن فاضلاب که در چهار تحقیق گزارش شد، حدود ۱۲ میلی‌گرم در کیلوگرم است.